# Naši dani
A Naši dani (magyarul: Napjaink) a Grupa 220 1968-ban megjelent első nagylemeze, melyet a Jugoton adott ki. Katalógusszáma: LPSY V 753. 2000-ben CD-n is megjelent.

## Az album dalai

### A oldal
1. Naši dani (2:10)
2. Novi dani uz stare brige (2:04)
3. Svijet je pun ljubavi (1:56)
4. Ljubav je njegov svijet (1:59)
5. Nekad smo se voljeli (1:39)
6. Negdje postoji netko (5:55)

### B oldal
1. Baš me briga (2:37)
2. Nešto malih stvari (2:45)
3. Tuga nek' ode iz tvog svijeta	(2:20)
4. Sjeti se onih dana (2:17)
5. Besciljni dani (3:09)
6. Starac (2:24)
7. Naši dani (Repriza) (0:42)